# 北埃斯基普拉斯
北埃斯基普拉斯（西班牙語：Esquipulas del Norte），是洪都拉斯的城鎮，位於該國西部，由奧科特佩克省負責管轄，始建於1896年1月31日，面積523.33平方公里，海拔高度547米，2001年人口6,425，人口密度每平方公里12.28人。
15°18′N 86°32′W / 15.300°N 86.533°W